# Desmacella democratica
Desmacella democratica är en svampdjursart som först beskrevs av William Johnson Sollas 1902.  Desmacella democratica ingår i släktet Desmacella och familjen Desmacellidae. Inga underarter finns listade i Catalogue of Life.